# لويس لانكستر (لاعب كرة قدم)
لويس لانكستر (بالإنجليزية: Louis Lancaster)‏ هو لاعب كرة قدم بريطاني، ولد في 9 أكتوبر 1981 في Barking, London ‏ في المملكة المتحدة. لعب مع نادي ويلدستون لكرة القدم.